# Sander
Sander (v preteklosti Stizostedion) je rod rib iz družine ostrižev (Percidae).
Rod obsega vrste:
- Sander vitreus, prej Stizostedion vitreum
- Sander lucioperca, prej Stizostedion lucioperca (smuč)
- Sander canadensis, prej Stizostedion canadense
- Sander marinus, prej Stizostedion marinum
- Sander volgensis, prej Stizostedion volgense